# شعار توفا
يشير اللون الأصفر في شعار توفا إلى الذهب والبوذية. بينما الأزرق يرمز إلى أخلاق الرعاة الرحل (الذين يلقون احترامًا عادة في المنطقة)، وكذلك يرمز إلى السماء.